# In My Merry Oldsmobile
"In My Merry Oldsmobile" es una canción popular de 1905, con música de Gus Edwards y letra de Vincent P. Bryan.

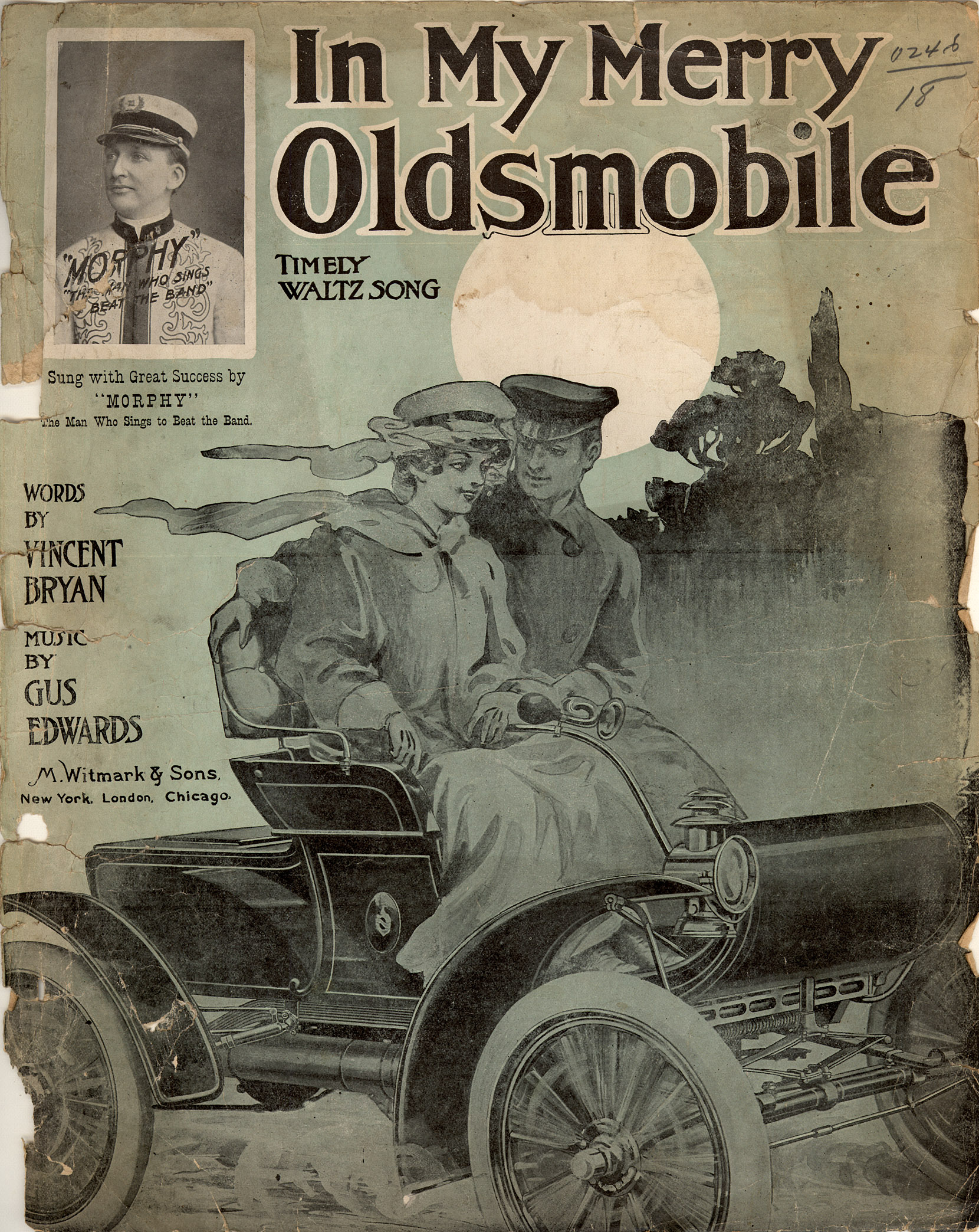
Cancionero de In My Merry Oldsmobile con un automóvil Oldsmobile Curved Dash.

El coro de la canción es una de las canciones orientadas al automóvil más perdurables. Los versos, ligeramente sugerentes (para los estándares de 1905), hablan de una pareja que corteja y se enamora durante un viaje en un Oldsmobile nuevo.

## En la Cultura Popular

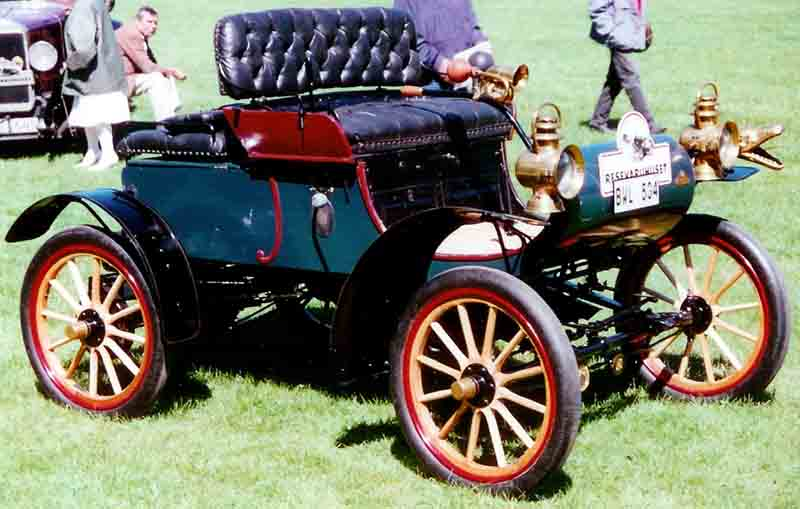
Un Curved Dash de 1904.

- Oldsmobile, Division de General Motors utilizó la canción, con letra alterada, durante varias décadas como jingle de marketing.

- La canción apareció en el cortometraje animado de 1931 de Fleischer Studios: In My Merry Automobile como una función de canto "sigue la pelota que rebota". El cortometraje, dirigido por Jimmy Culhane, fue producido por acuerdo y en cooperación con: Olds Motor Works.[1]

- Bing Crosby presentó la canción en su película The Star Maker en 1939 y grabó la canción para Decca Records el 30 de junio de 1939.[2]

- Carl Stalling, director musical durante mucho tiempo de los dibujos animados de la Warner solía utilizar "In My Merry Oldsmobile", especialmente cuando se hacían referencias a automóviles o a la conducción.

- "In My Merry Oldsmobile" es una de las canciones que se reproducen en Main Street USA en Disneyland y en el Reino Mágico de Walt Disney World.

- También se cantó en el episodio The Best Of Enemies de MASH, protagonizado por Hawkeye Pierce (interpretado por Alan Alda) mientras conducía un Jeep en Corea.

- La canción también apareció en el musical de Broadway "Tintypes" Tintypes.

- "In My Merry Oldsmobile" es una de las canciones cantadas por la aplicación de software BonziBuddy.

- En la canción "Lord, Mr. Ford" del álbum de 1979 Matchbox de la banda británica de rockabilly Matchbox, hacen una versión del original de Jerry Reed de 1973, y la línea "Come away with me, Lucille" se repite varias veces, con la adición, al final final de la canción, de la línea "En mi automóvil asfixiante que fuma". El nombre Lucille alcanzó su número más alto en el registro estadounidense de 1902, fue muy popular y tenía cierto glamour en el punto de popularidad de la canción.

- Oldsmobile patrocinó varios programas de televisión protagonizados por Patti Page en la década de 1950, incluido The Patti Page Show de 1955 a 1956, The Big Record de 1957 a 1958 y The Oldsmobile Show protagonizado por Patti Page de 1958 a 1959. "In My Merry Oldsmobile" se usó como tema principal en cada transmisión, y Page a menudo cantaba alguna forma con letras nuevas, En algunos de los programas, los segmentos comerciales musicales fueron realizados por Bill Hayes y Florence Henderson.

- Se utilizó como tema de apertura y cierre en el episodio 28 del Podcast de Techdirt: ¿Está desapareciendo la propiedad de automóviles?.[3]

## Letra
Las palabras, cantadas por Billy Murray, son las siguientes:
(En Inglés)
Verso 1:
- Young Johnny Steele has an OldsmobileHe loves his dear little girlShe is the queen of his gas machineShe has his heart in a whirlNow when they go for a spin, you know,She tries to learn the auto, soHe lets her steer, while he gets her earAnd whispers soft and low...

Verso 2:
- They love to "spark" in the dark old parkAs they go flying alongShe says she knows why the motor goesThe "sparker" is awfully strongEach day they "spoon" to the engine's tuneTheir honeymoon will happen soonHe'll win Lucille with his OldsmobileAnd then he'll fondly croon...

Coro:
- Come away with me, LucilleIn my merry OldsmobileDown the road of life we'll flyAutomobubbling, you and ITo the church we'll swiftly stealThen our wedding bells will pealYou can go as far as you like with meIn my merry Oldsmobile.

(En Español)
Verso 1:
- El joven Johnny Steele tiene un Oldsmobile. Él ama a su querida niña. Ella es la reina de su máquina de gasolina. oído Y susurros suaves y bajos...

Verso 2:
- Les encanta "chispar" en el viejo y oscuro parque. Mientras vuelan. Ella dice que sabe por qué el motor funciona. cantaré con cariño...

Coro:
- Ven conmigo, Lucille En mi alegre Oldsmobile Por el camino de la vida volaremos Automoviéndonos, tú y yoA la iglesia robaremos rápidamente Entonces nuestras campanas de boda repicarán Puedes ir tan lejos como quieras conmigo En mi alegre Oldsmobile.